# Bytom Odrzański
För staden i Schlesiens vojvodskap i södra Polen, se Bytom.
Bytom Odrzański [ˈbɨtɔm ɔˈʤaɲsci], tyska: Beuthen an der Oder, är en stad i västra Polen, belägen i distriktet Powiat nowosolski i Lubusz vojvodskap. Tätorten hade 4 443 invånare år 2014, och utgör centralort i en stads- och landskommun med totalt 5 523 invånare samma år. Staden var under 1600-talet universitetsstad.

## Geografi
Staden ligger vid floden Oder i det historiska landskapet Nedre Schlesien, 120 km nordväst om Wrocław.

## Historia

### Grundande och medeltidshistoria
Arkeologiska fynd har visat att området är bebott sedan stenåldern. Vid ett vadställe över Oder uppförde de schlesiska hertigarna av huset Piast en borg, och borgherrar i staden finns belagda från 1203. Staden belägrades av Henrik V 1109, utan framgång. År 1157 brändes borgen av hertigen Bolesław IV av Polen i samband med Fredrik Barbarossas fälttåg mot Polen.
Orten kallades under sin tidiga historia för Bythom, därefter från mitten av 1400-talet för Beuthen. Den första kyrkan var Stefanskyrkan, omnämnd 1175. Staden fick stadsrättigheter omkring år 1263. Hertigen Henrik III av Głogów grundade ett nunnekloster i staden i slutet av 1200-talet, vilket dock redan 1314 flyttades till Sprottau. Staden härjades av pesten 1395 och 1464. 1475 var köpmannen Andreas Neumann ägare till tre fjärdedelar av staden, resten tillhörde Georg von Glaubitz. 

### Protestantisk universitetsstad
Johan von Rechenberg, kallad tyske Hans av Martin Luther, var från 1524 stadens enda länsherre och införde år 1540 reformationen i staden. Franz von Rechenberg sålde 1561 Beuthen med Polnisch Tarnau och Carolath till riddaren Fabian von Schoenaich, en av Schlesiens största markägare. Hans kusin och arvinge Georg Freiherr von Schoenaich lät torrlägga Oders våtmarker mellan Beuthen och Schlawa och anlade frukt- och vinodlingar. Under hans länsherreskap uppfördes mellan 1602 und 1609 ett nytt rådhus. Stefanskyrkans torn höjdes, Georghospitalet uppfördes, och en bro över Oder och den första dammen vid Oder, Schoenaichdammen, anlades. År 1601 grundade von Schoenaich ett universitet i staden. Beuthens Gymnasium academicum hade 12 professurer i bland annat teologi, juridik och astronomi. 1616 uppfördes en stadsbefästning med tre torn. I och med Georg von Schoenaichs död 1619 och trettioåriga krigets utbrott var denna blomstringstid för staden över.

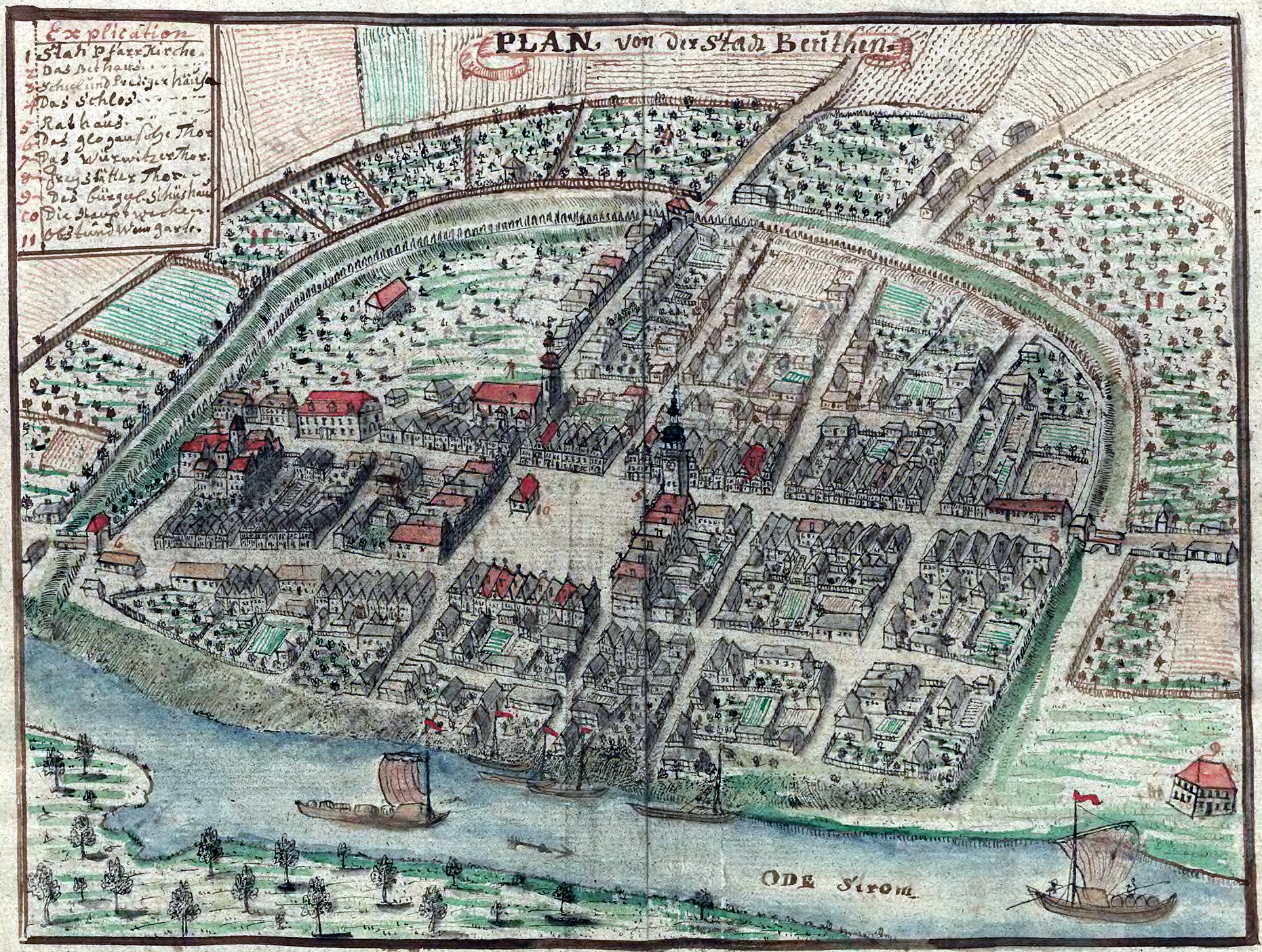
Beuthen på 1700-talsteckning av F.B. Werner.

"Vinterkungen" Fredrik V av Böhmen stannade till i staden i december 1620 på sin flykt från Böhmen. Genom stadens ockupation av huset Liechtenstein kom staden att 1628 åter bli katolsk, och det kalvinistiskt orienterade universitetet stängdes av kejsaren Ferdinand II. Den svenske generalen Torsten Stålhandske gjorde 1639 staden till sitt högkvarter. 1653 överlämnade kejsaren Ferdinand III stadens hospitalkapell, Stefanskyrkan och hospitalet till den katolska kyrkan. I stadsbranden 1694 förstördes den tidigare universitetsbyggnaden, rådhuset och hospitalet.

### Under Preussen och Tyskland
Efter Österrikiska tronföljdskriget tillföll staden kungariket Preussen, och en ny protestantisk skola och en kyrka uppfördes. Staden var 1766–1884 preussisk garnisonsstad och blev efter Wienkongressen del av den preussiska provinsen Schlesien. 1871 anslöts staden till det preussiska järnvägsnätet, med förbindelser mot Breslau, Stettin och Berlin. Från 1884 och framåt bröts brunkol i området, vars viktigaste övriga näringar var lantbruk, handel och sjöfart. 1907 uppfördes en ny bro över Oder. 1932 drogs de administrativa gränserna om och staden tillföll Landkreis Glogau.
Nästan halva staden förstördes under andra världskriget, och återstoden av den tyska delen av befolkningen fördrevs västerut efter krigsslutet.

### 1945-
En brand 1967 ledde till omfattande skador på de gamla borgarhusen vid torget, som dock återuppbyggdes under 1970-talet. Staden drabbades svårt av Oderöversvämningen 1997.

## Sevärdheter
- Rådhuset i barockstil, uppfört 1602-1609, återuppbyggt efter stadsbranden 1694.
- Stefanskyrkan, stadens katolska kyrka, uppförd 1584-1586
- Evangeliska bönehuset, med torn uppfört 1861. Idag använt som lager.
- Torget med historiska borgarhus i barockstil och klassicistisk stil

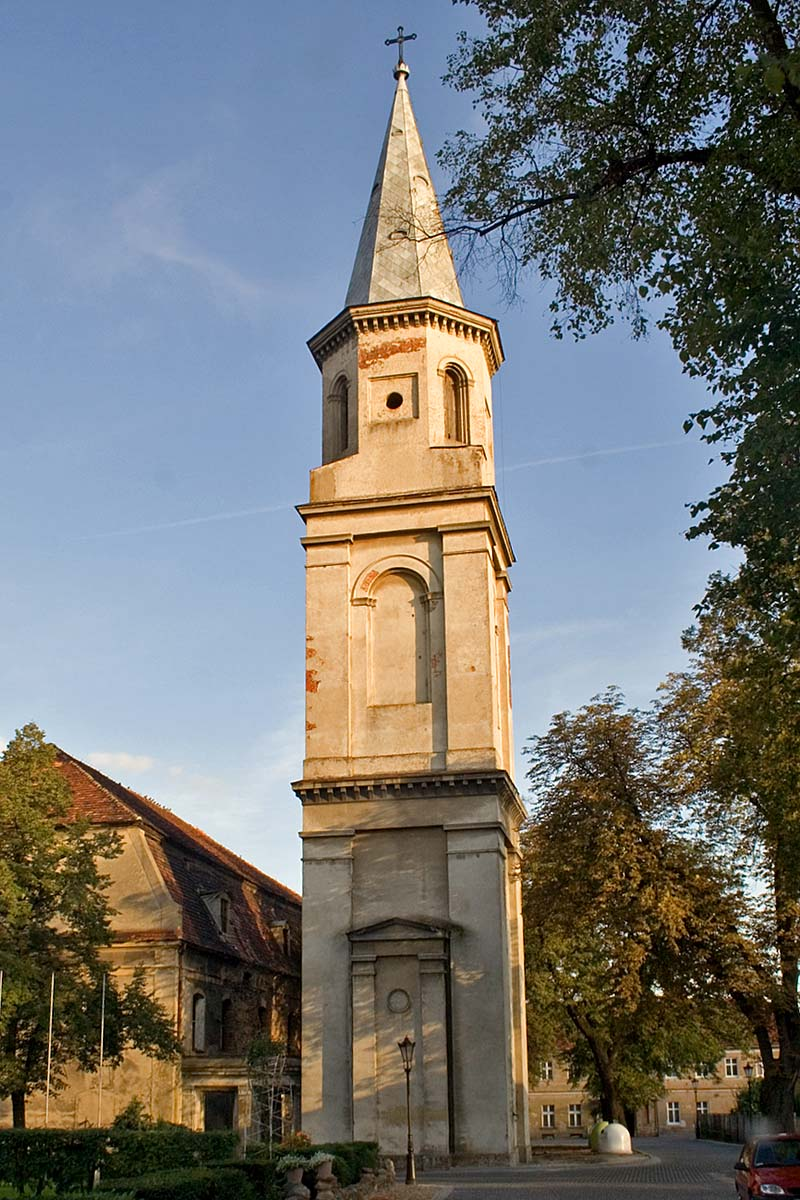
Protestantiska kyrkans torn
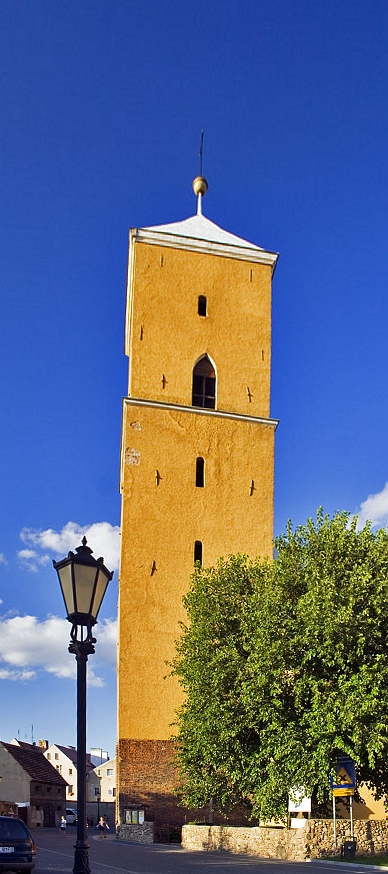
S:t Hieronymuskyrkan
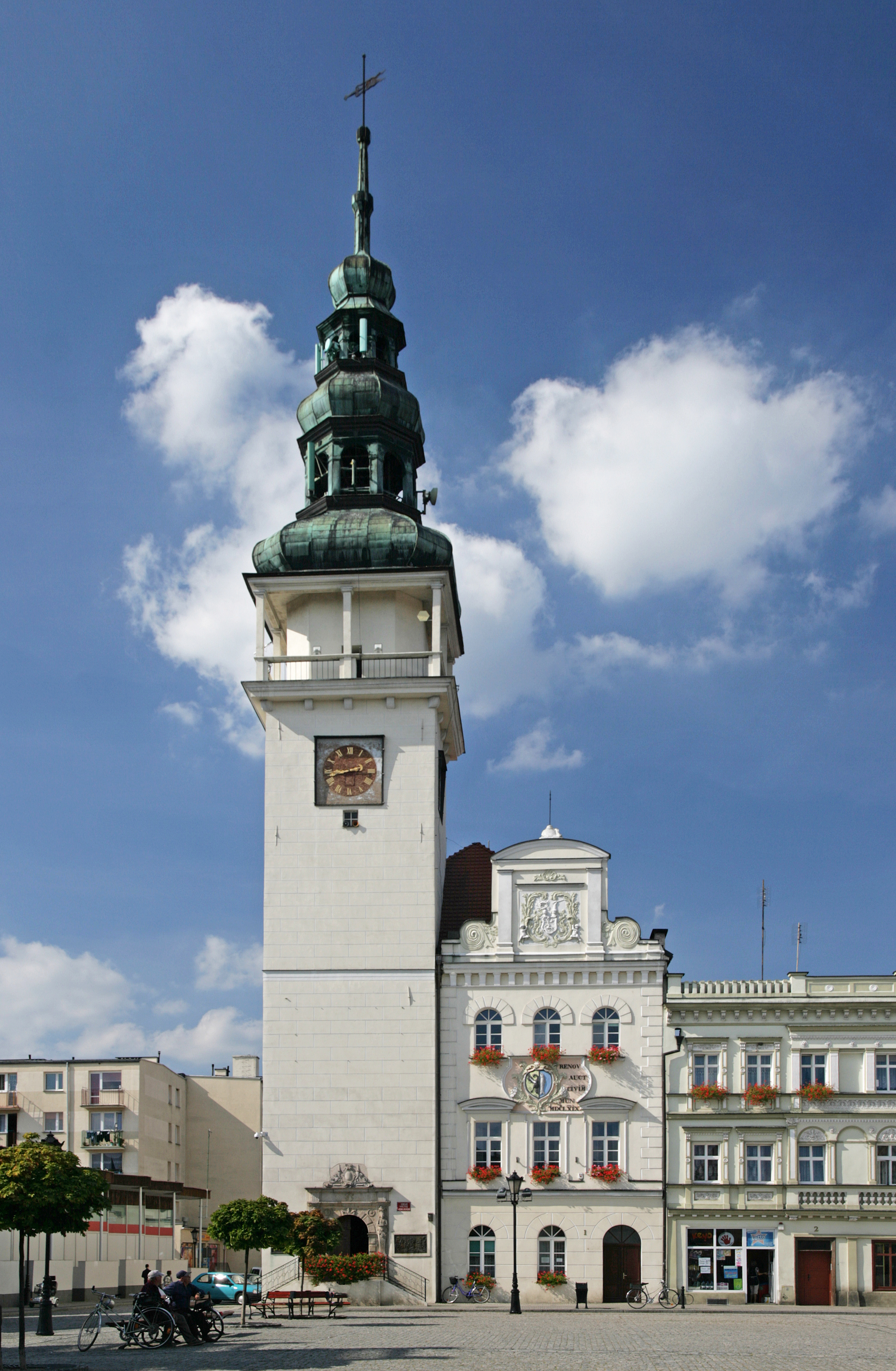
Rådhuset
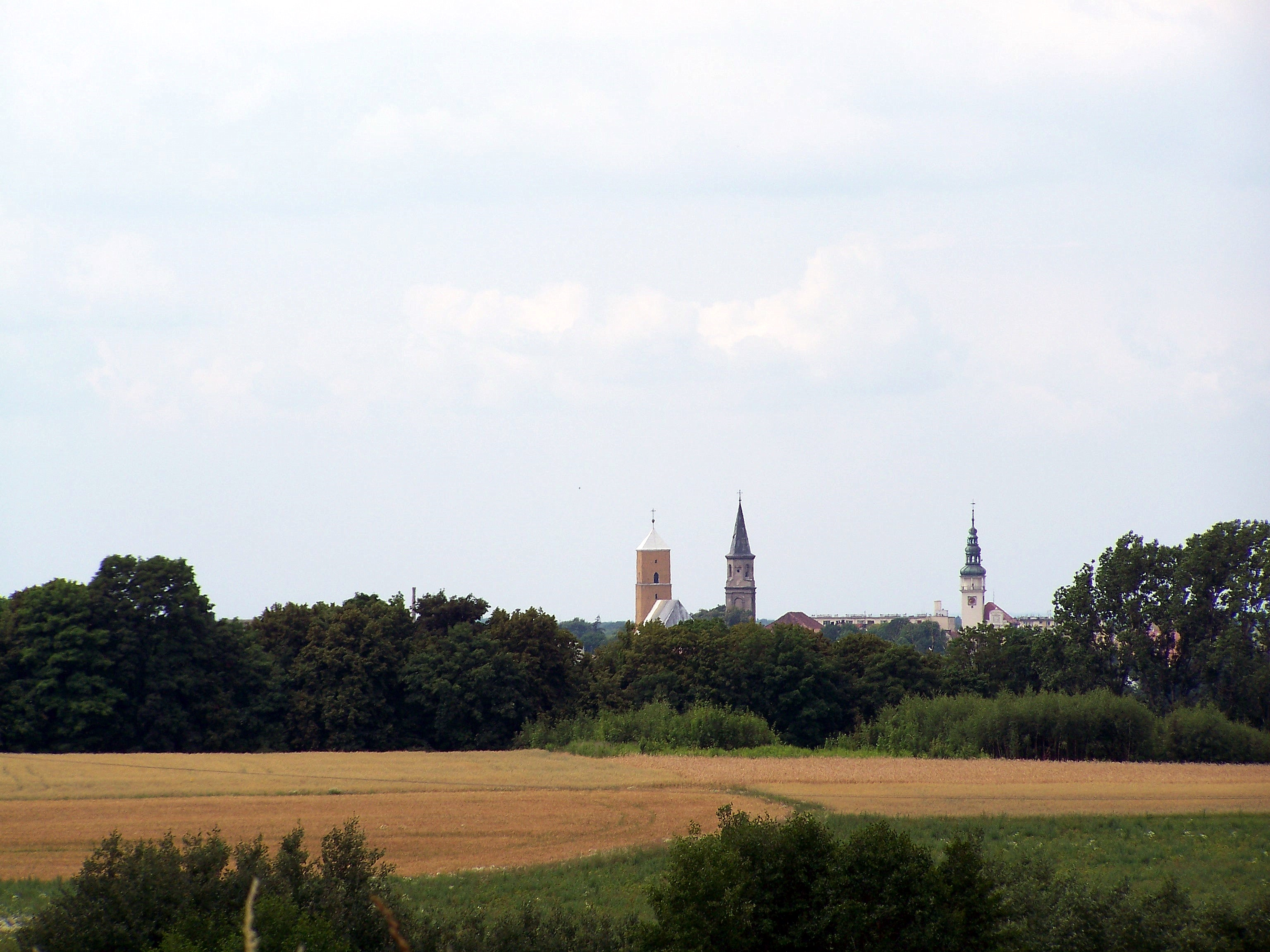
Vy mot staden